# Râu Alb
Râu Alb – wieś w Rumunii, w okręgu Hunedoara, w gminie Sălașu de Sus. W 2011 roku liczyła 183 mieszkańców.